# Кампомаджоре
Кампомаджоре (італ. Campomaggiore) — муніципалітет в Італії, у регіоні Базиліката,  провінція Потенца.
Кампомаджоре розташований на відстані близько 340 км на південний схід від Рима, 24 км на схід від Потенци.
Населення — 820 осіб (2014).
Щорічний фестиваль відбувається 16 липня. Покровитель — Beata Vergine Maria del Monte Carmelo.

## Демографія
Населення за роками:

Станом на 1 січня 2023 року в муніципалітеті офіційно проживало 20 іноземців з 6 країн, серед них 10 громадян країн Євросоюзу.

## Сусідні муніципалітети
- Аччеттура
- Альбано-ді-Луканія
- Кальчіано
- П'єтрапертоза